# Colston Loveland
Colston Loveland (Goldendale, 9 aprile 2004) è un giocatore di football americano statunitense che milita nel ruolo di tight end per i Chicago Bears della National Football League (NFL).

## Carriera universitaria

### 2022

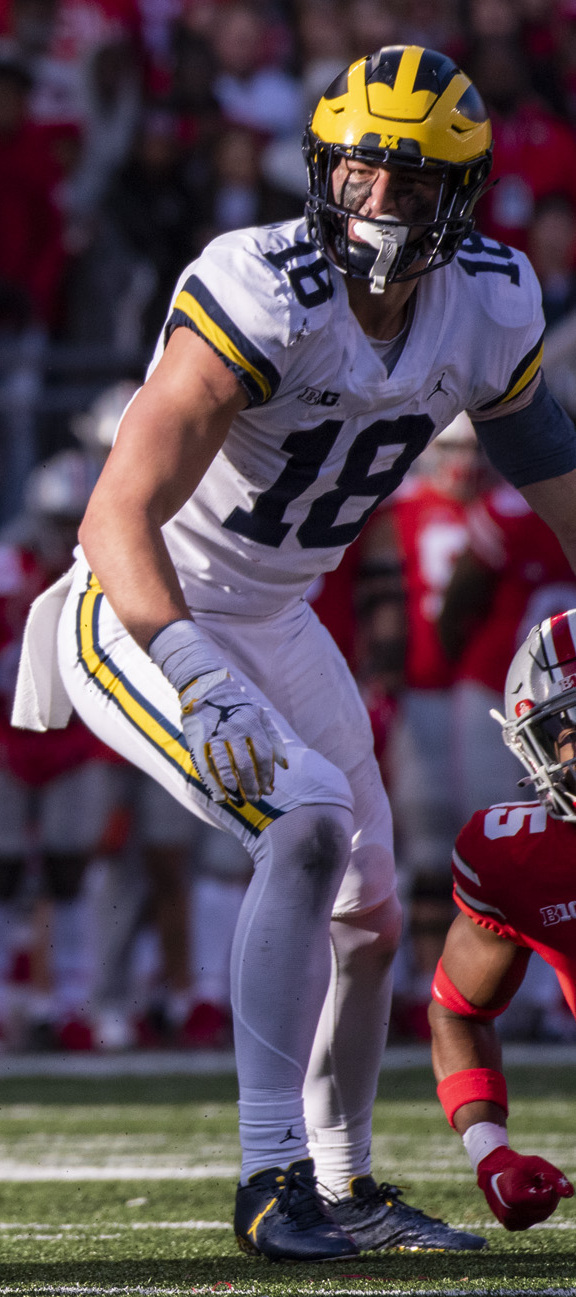
Loveland contro Ohio State nel 2022

Nel luglio 2021 Loveland si impegnò a giocare nel college football all’Università del Michigan. Si diploma in anticipo e si iscrisse nel gennaio 2022. Disputò la prima partita con i Wolverines contro Colorado State il 3 settembre 2022, ricevendo due passaggi per 18 yard. La sua stagione si chiuse con 16 ricezioni per 235 yard e 2 touchdown. Contro Ohio State ricevette un passaggio da 45 yard da J.J. McCarthy all’inizio del terzo quarto, segnando la sua prima marcatura. Segnò anche la settimana successiva nella finale della Big Ten Conference, contribuendo al secondo titolo di conference consecutivo di Michigan.

### 2023
Nel 2023 Loveland dispute tutte le 15 partite come titolare. Chiuse con 45 ricezioni per 649 yard e 4 touchdown venendo inserito nella formazione ideale della conference. Michigan ebbe una stagione da imbattuta vincendo il titolo nazionale nella finale contro Washington. Loveland fu il miglior ricevitore dei Wolverines nella gara per il titolo, con 3 ricezioni per 64 yard.

### 2024

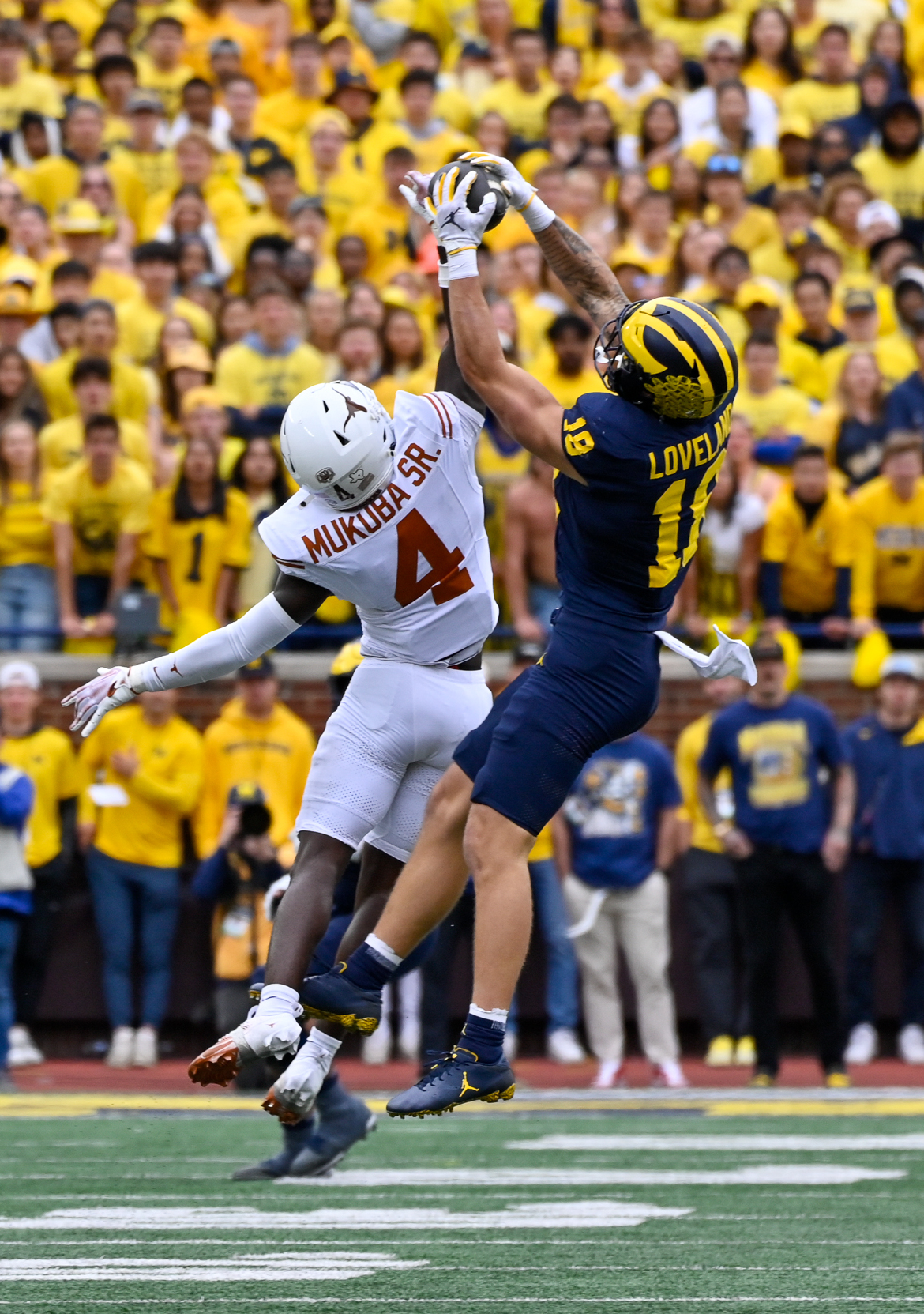
Una ricezione di Loveland contro i Texas Longhorns nel 2024

Prima della sua terza stagione, Loveland fu classificato come il miglior tight end nel college football dai media. Nella prima partita contro Fresno State ebbe 8 ricezioni per 87 yard e un touchdown. La Settimana successiva contro Texas fu il miglior ricevitore della sua squadra, con 8 ricezioni per 70 yard ma commise anche un fumble che fu recuperato dagli avversari. Nella settimana 6 contro Washington totalizzò 6 ricezioni per 33 yard e un touchdown. Nel nono turno contro Michigan State ebbe 6 ricezioni per 67 yard, 2 touchdown e una conversione da due punti nella vittoria per 24–17.
Nella settimana 10 contro Oregon disputò la sua prima partita con 100 yard ricevute, terminando con 7 ricezioni per 112 yard. Nella settimana 13 contro Northwestern, Loveland had mise a referto 3 ricezioni per 22 yard e un touchdown. Stabilì così un nuovo record per ricezioni da parte di un tight end di Michigan in una stagione.
Il 26 novembre Loveland fu nominato uno dei tre finalisti del John Mackey Award, assegnato al miglior tight end nel college football, assieme a Harold Fannin Jr. di Bowling Green e al vincitore Tyler Warren di Penn State. Fu il secondo finalista della storia di Michigan dopo il vincitore del 2016 Jake Butt. L’ultima gara della stagione contro Ohio State la saltò per infortunio, chiudendo con 56 ricezioni per 582 yard e 5 touchdown. Fu inserito nella seconda seconda formazione ideale della Big Ten, sempre dietro a Tyler Warren. La Football Writers Association of America (FWAA) lo inserì inoltre nella seconda formazione All-American.
Il 13 dicembre 2024 Loveland annunciò la sua intenzione di passare tra i professionisti, rinunciando a prendere parte al ReliaQuest Bowl. Chiuse la carriera alla University of Michigan con un record di squadra di 35–6, due titoli della Big Ten e un titolo nazionale.

## Carriera professionistica

### Chicago Bears
Loveland era considerato uno dei migliori tight end selezionabili nel Draft NFL 2025. Il 25 aprile fu chiamato come decimo assoluto dai Chicago Bears.